# NGC 7329
NGC 7329 (również PGC 69453) – galaktyka spiralna z poprzeczką (SBbc), znajdująca się w gwiazdozbiorze Tukana. Odkrył ją John Herschel 20 lipca 1835 roku.
W galaktyce zaobserwowano do tej pory dwie supernowe – SN 2006bh i SN 2009iu.